# فايف الشمالية الشرقية (دائرة انتخابية في المملكة المتحدة)
فايف الشمالية الشرقية (بالإنجليزية: North East Fife)‏ هي إحدى الدوائر الانتخابية في المملكة المتحدة الممثلة في مجلس العموم في برلمان المملكة المتحدة.
عضو البرلمان الذي يمثلها حالياً هو :Rt Hon Sir Menzies Campbell CBE QC (LD).